# Oskar Freysinger

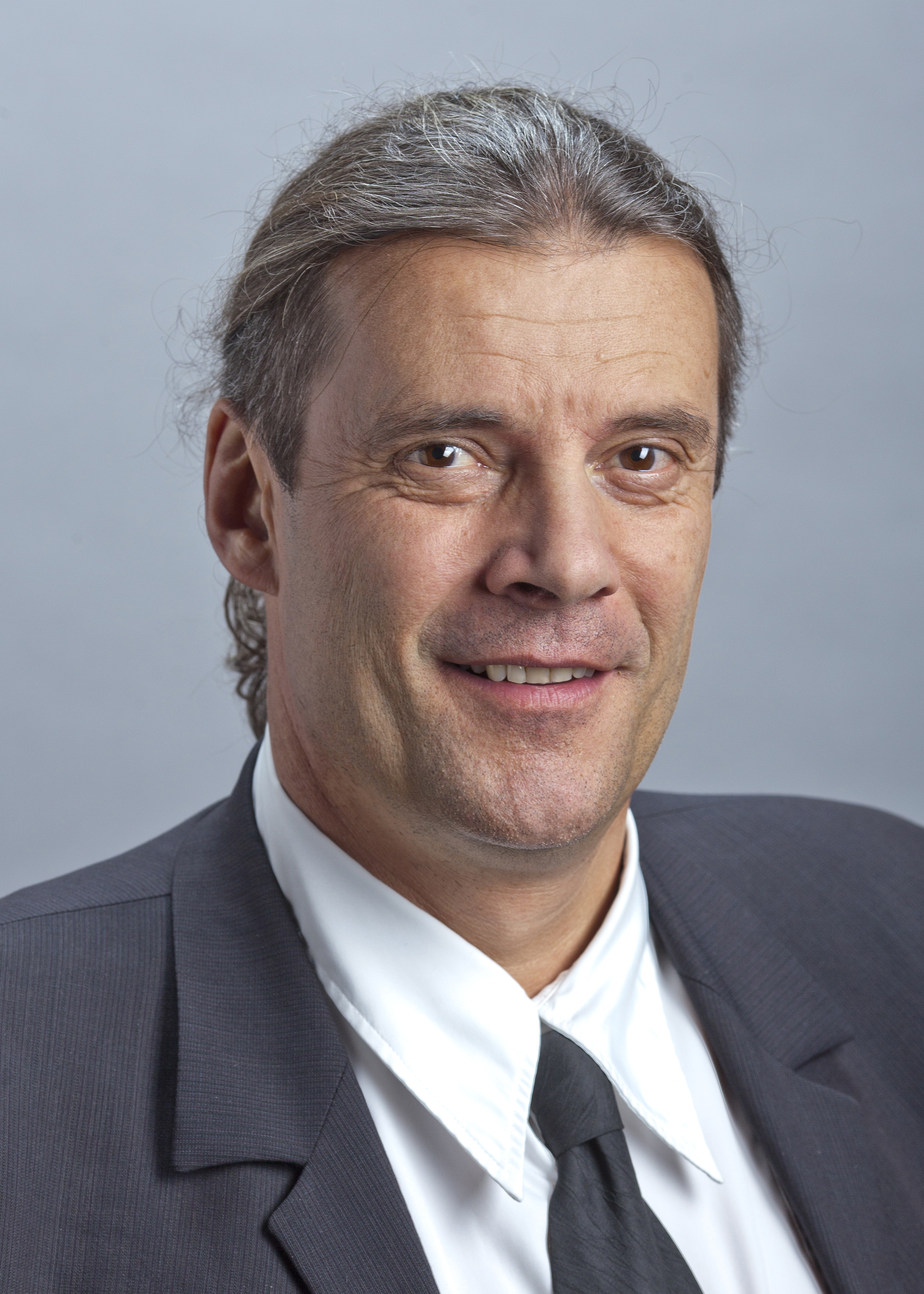
Oskar Freysinger (2011)

Oskar Freysinger (* 12. Juni 1960 in Siders, Kanton Wallis; heimatberechtigt in Guttet-Feschel) ist ein Schweizer Politiker (SVP).

## Herkunft, Kindheit, Ausbildung, Beruf
Oskar Freysinger ist der Sohn eines Österreichers (aus Tirol) und einer Oberwalliserin. Nach dem Besuch der deutschsprachigen Schulen in Sitten studierte er an der Universität Freiburg i. Üe. Literatur und Philologie. 1985 beendete er sein Studium mit dem Lizentiat und dem Gymnasiallehrerdiplom. Von 1987 bis 2013 wirkte er als Lehrer am Gymnasium Planta in Sitten.

## Politische Karriere
Freysingers politische Karriere begann 1997 mit der Wahl in den Gemeinderat von Savièse, damals noch in den Reihen der CVP. 1999 gründete er die erste SVP-Sektion in seinem Kanton und wurde später Präsident der SVP Unterwallis. 2002 erlangte er nationale Bekanntheit durch ein selbstgeschriebenes Spottgedicht zur Bundesratskandidatur von Toni Bortoluzzi, das er am Parteitag der SVP Schweiz im aargauischen Lupfig rezitierte. Das Gedicht machte ihn über die Medien bekannt.
Freysinger musste nach dem Gedicht als Kantonalpräsident der SVP Unterwallis zurücktreten, wurde aber bei den Schweizer Parlamentswahlen 2003 in den Nationalrat gewählt und bei den Wahlen 2007 wiedergewählt. Im Rahmen des Minarettstreits trat Freysinger als Minarettgegner aktiv auf. Er vertrat die Argumente der Verbotsbefürworter in verschiedenen Sendungen, auch auf dem arabischen Fernsehsender Al Jazeera. Im März 2013 wurde Freysinger in den Walliser Staatsrat für die Legislatur 2013–2017 gewählt. Der Staatsrat nahm seine Arbeit am 1. Mai 2013 auf, Freysinger wurde Vorsteher des Departements für Bildung und Sicherheit. Bei den Staatsratswahlen 2017 wurde er nicht wiedergewählt, sein Mandat endete Ende April 2017. Er ist der erste abgewählte Walliser Staatsrat seit 80 Jahren. Nach der Abwahl reichte die SVP eine Beschwerde beim Bundesgericht wegen falscher Stimmen ein. Die falschen Stimmen wurden jedoch offensichtlich für Freysinger abgegeben, im Juni wurde ein Mitglied der SVP in diesem Zusammenhang verhaftet.
Freysinger war ab Mai 2012 einer von mehreren Vizepräsidenten der SVP Schweiz. Im März 2018 trat er als Mitglied des Parteileitungsausschusses und Vizepräsident der SVP zurück.

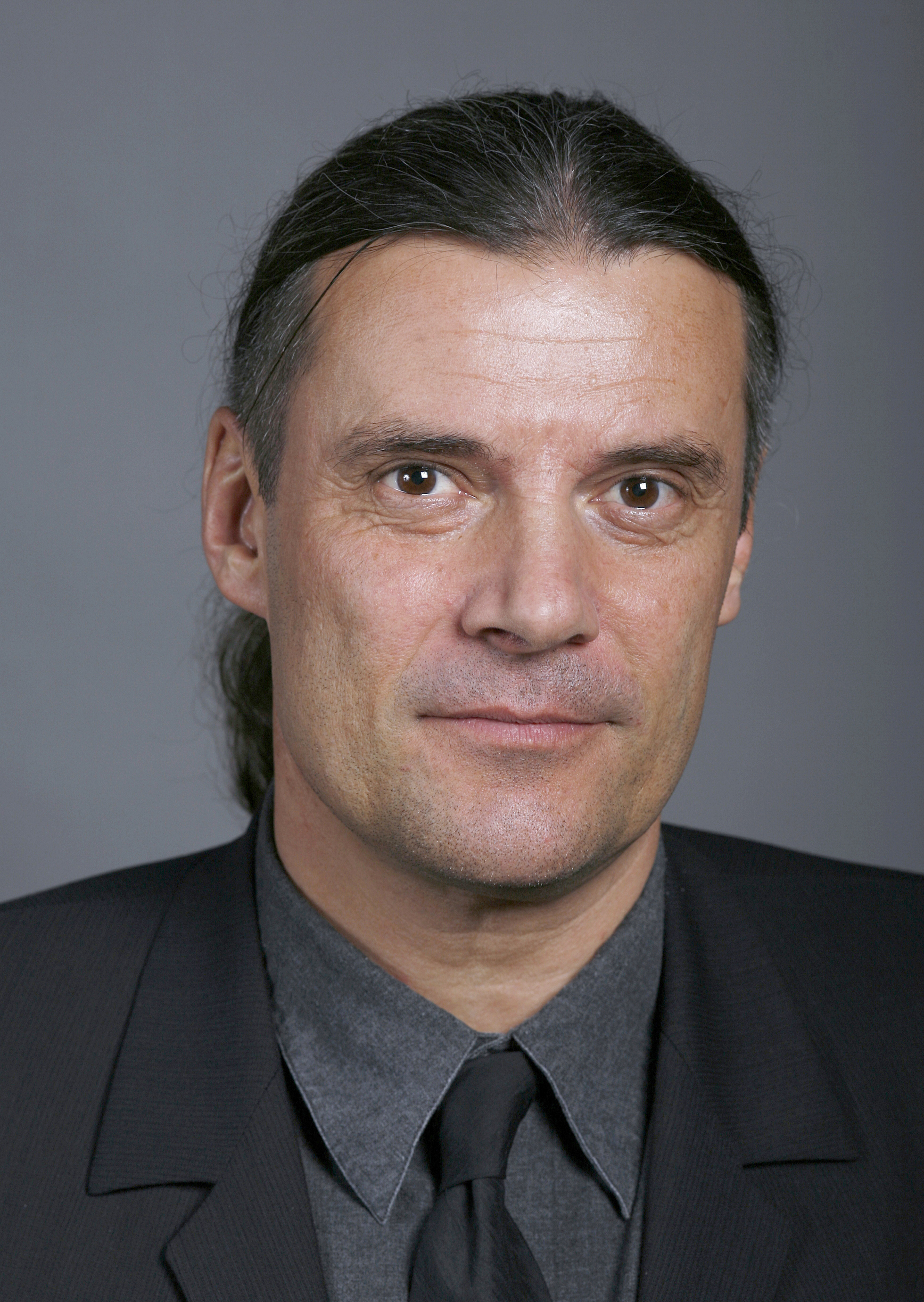
Oskar Freysinger (2007)

Freysinger trat bei verschiedenen Organisationen aus dem rechtspopulistischen und antiislamischen Spektrum als Redner auf. So nahm er 2009 bei einer Veranstaltung des Vlaams Belang als Redner teil. Gemäss Medienberichten folgte Freysinger im Dezember 2010 einer Einladung der Organisation Riposte laïque und hielt bei einer umstrittenen Tagung der französischen Bewegung Bloc identitaire in Paris – wie vormals Dominique Baettig in Südfrankreich – eine Rede. Freysinger habe sich versichert, dass keine Holocaustleugner, Neonazis oder Faschisten teilnehmen würden. Er kündigte an, er werde sich beim Thema «Massnahmen gegen den Islam und seine Gefahren» weniger über den Islam als vielmehr über direkte Demokratie äussern. Im Juni 2011 war er Gastredner bei der Gründung des bayerischen Landesverbandes der Partei Die Freiheit, wo er die direkte Demokratie der Schweiz als politisches Vorbild präsentierte und die regierenden Politiker der EU-Staaten angriff. Diese gäben lediglich vor, demokratisch zu handeln, versuchten aber tatsächlich, die Demokratie zu unterdrücken, so Freysinger.

## Kritik
Laut einer Dokumentation der Schweizer Stiftung gegen Rassismus und Antisemitismus publizierte Freysinger 2008 in der Schweizer Gratiszeitung .ch ein rassistisches Gedicht mit Wortspielen über Kanaken, Kacke und ein Heer von Kakerlaken. Der Chefredaktor der Zeitung distanzierte sich nach der Veröffentlichung davon.
Im März 2013 wurde durch eine Szene in einer Reportage des Schweizer Radios und Fernsehens bekannt, dass Freysinger im Büro in seinem Haus eine Reichskriegsflagge aufgehängt hat. Dies führte zu einer Kontroverse, da die Reichskriegsflagge heutzutage von Neonazis verwendet wird. Freysinger entgegnete, er habe die Flagge vor 15 Jahren aus rein ästhetischen Überlegungen gekauft, er finde sie schön. Er habe nicht gewusst, dass die Flagge vor allem von Neonazis verwendet wird.
Im August und September 2013 erregte Freysinger mit der Anstellung des Genozid-Leugners Slobodan Despot als externen Kommunikationsverantwortlichen wiederum landesweites Aufsehen. Slobodan Despot, der ein Freund von Oskar Freysinger ist und das Buch Oskar et les Minarets über ihn schrieb, bestreitet öffentlich, dass das Massaker von Srebrenica des bosnischen Serbengenerals Ratko Mladić ein Genozid war.
In diesem Zusammenhang wird in einem Beitrag von Schweiz aktuell vom 16. August 2013 ein Ausschnitt gezeigt, in dem sich Freysinger dahingehend äussert, dass es in Srebrenica nicht um Frauen und Kinder, sondern um Männer ging, die grösstenteils in Kampfhandlung waren, und dass alles aufgebauscht wurde.

## Literarisches Wirken
Freysinger ist Mitglied des serbischen Schriftstellerverbandes, da der Schweizer Autorenverband Autorinnen und Autoren der Schweiz (AdS) sein Antragsgesuch 2005 ablehnte, weil Freysinger ihre «gesellschaftspolitischen und ethischen Grundvorstellungen nicht teile».
Im Rahmen des Rilke-Festivals 2009 in der Schweiz erhielt Freysinger für ein Gedicht den Lyrikpreis. 2010 erhielt er den Kulturpreis seiner Wohngemeinde Savièse.
2013 wurde bekannt, dass Freysinger der bisher unbekannte Autor des unter dem Pseudonym Janus veröffentlichten Romans Canines: antipolar (dt. Eckzähne) aus dem Jahr 2010 zum umstrittenen Justizfall Luca Mongelli ist. Das Kind Luca wurde 2002 halbnackt, bewusstlos und schwerverletzt im Schnee aufgefunden, die Behörden verdächtigten den Schäferhund der Familie, obwohl Luca von vier Jugendlichen sprach, die ihn geschlagen hätten. Seither ist Luca blind und gelähmt. Im Roman kritisierte Freysinger die Ermittlungen der Walliser Behörden. 2013 wurden die Ermittlungen von der Staatsanwaltschaft wiederaufgenommen.

## Familie
Freysinger ist verheiratet und Vater dreier erwachsener Kinder und eines erwachsenen Pflegekinds. Er wohnt in Savièse.

## Werke
- Brüchige Welten. Kurzgeschichten, Parabeln, Satiren. Rotten, Visp 2004, ISBN 3-907624-60-2.
- Outre-pensées. Matze, Sion 2005, ISBN 2-940375-00-3.
- Die Schachspirale. Roman. Matze, Sion 2006, ISBN 2-940375-02-X.
- Le nez dans le soleil. Monologue. Matze, Sion 2009, ISBN 978-2-940375-07-3.
- Unter Pseudonym Janus: Canines: antipolar. Xenia éditions, Sion 2010, ISBN 978-2-88892-103-5. Roman zum umstrittenen Justizfall Luca Mongelli. Vorwort von Charles Poncet.[34]
- Antifa. Petit manuel antifasciste. Tatamis, Paris 2011, ISBN 978-2-917617-14-4.
- Löwenzahn oder Der alte Mann an der Suone. Weltbild, Olten 2012, ISBN 978-3-03812-442-9. Mit einem Vorwort von Alt-Bundesrätin Elisabeth Kopp.[37]
- Wabers Schwarm. Weltbild, Olten 2012, ISBN 978-3-03812-470-2.
- Bergfried. Brinkhaus, Horw 2017, ISBN 978-3-906900-11-7.
- Die dunkle Seite des Lichts. Brinkhaus, Horw 2018, ISBN 978-3-906900-12-4.[35]
- Rote Asche. Roman. Brinkhaus, Horw 2018, ISBN 978-3-906900-20-9.
- Übung allein macht keinen Meister. Brinkhaus, Horw 2019, ISBN 9783906900209.
- Nachtwehen. Ein Briefroman Brinkhaus, Horw 2019, ISBN 978-3-906900-23-0.
- Svalbard. Roman Brinkhaus, Horw 2023, ISBN 978-3-906900-31-5.[38]